# Troilo IV de' Rossi
Troilo IV de' Rossi, marchese di San Secondo (San Secondo Parmense, 30 settembre 1601 – Milano, 13 novembre 1635), è stato un condottiero italiano del XVII secolo, sesto marchese  e undicesimo conte di San Secondo.

## Biografia

Stemma dei Rossi di Parma.

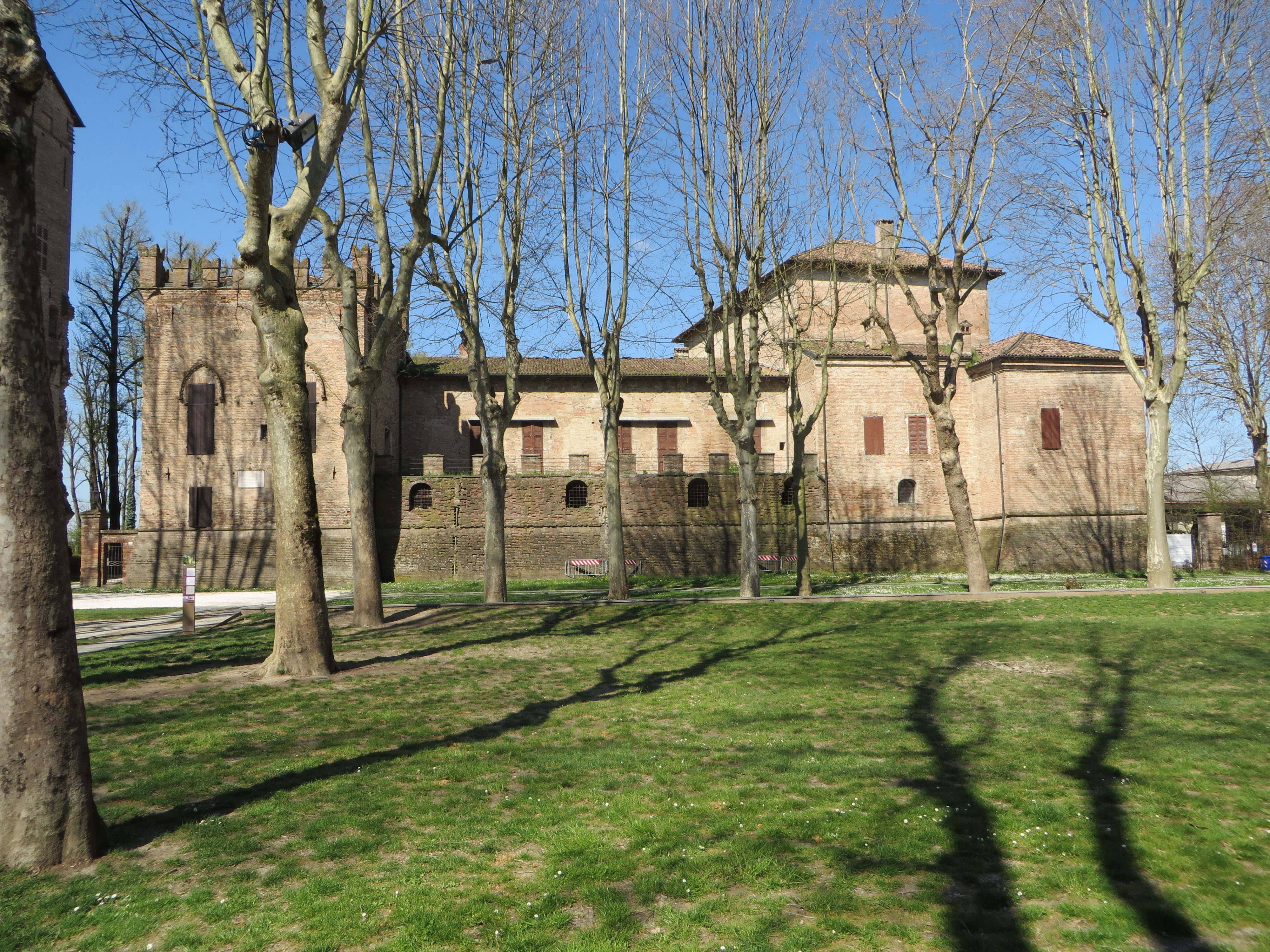
Rocca dei Rossi a San Secondo Parmense.

Figlio di Federico I de' Rossi e di Isabella Borromeo, nipote del cardinale Federico, nel 1624 fu inviato da Odoardo Farnese, in qualità di ambasciatore, per giurare fedeltà al pontefice Urbano VIII.
Partecipò con il padre Federico alla guerra di Savoia, succedendogli poi alla guida del marchesato nel 1632. Comandante di una compagnia d'arme dello Stato di Milano, fu decorato con il Toson d'oro nel 1633 come riconoscimento della fedeltà alla Spagna nella guerra scoppiata contro i francesi. Sempre nel 1633 corse in soccorso di Valenza Po, assediata dalle truppe transalpine. In occasione di quella battaglia Troilo IV uccise un generale dell'esercito farnesiano affiliato alla Francia.
A causa della fedeltà del Rossi alla Spagna e con il pretesto dell'uccisione del generale, il duca di Parma Odoardo, alleato dei francesi, gli confiscò per vendetta il feudo di San Secondo. Nel 1635 fu mandato in Valtellina per muovere guerra al principe di Rohan, che aveva occupato il territorio. Ferito gravemente, si ritirò a Milano, dove morì, a causa delle ferite riportate, nel novembre del 1635.
In assenza di eredi maschi il marchesato passò al fratello Pietro Maria IV

## Discendenza
Dal matrimonio con Claudia Tassoni Estense, figlia di Ercole, marchese di Guiglia (risposatasi poi con Teobaldo Visconti, marchese di Cislago e conte di Gallarate), ebbe una sola figlia:
- Isabella.

## Ascendenza
|                                                 |                                             |                                              | Genitori                                                   |  |  | Nonni |  |  | Bisnonni                                         |  |  | Trisnonni                                            |  |
|                                                 |                                             |                                              |                                                            |  |  |       |  |  | Troilo II de' Rossi, III marchese di San Secondo |  |  | Pier Maria III de' Rossi, II marchese di San Secondo |  |
|                                                 |                                             |                                              |                                                            |  |  |       |  |  | Troilo II de' Rossi, III marchese di San Secondo |  |  | Pier Maria III de' Rossi, II marchese di San Secondo |  |
|                                                 |                                             | Camilla Gonzaga di Vescovato                 |                                                            |  |  |       |  |  | Troilo II de' Rossi, III marchese di San Secondo |  |  |                                                      |  |
| Pietro Maria de' Rossi                          |                                             |                                              |                                                            |  |  |       |  |  | Troilo II de' Rossi, III marchese di San Secondo |  |  |                                                      |  |
|                                                 |                                             | Eleonora Rangoni                             | Uguccione Rangoni                                          |  |  |       |  |  |                                                  |  |  |                                                      |  |
|                                                 |                                             | Eleonora Rangoni                             | Uguccione Rangoni                                          |  |  |       |  |  |                                                  |  |  |                                                      |  |
|                                                 |                                             | Eleonora Rangoni                             | Lucrezia Rangoni                                           |  |  |       |  |  |                                                  |  |  |                                                      |  |
| Federico I de' Rossi, V marchese di San Secondo |                                             | Eleonora Rangoni                             |                                                            |  |  |       |  |  |                                                  |  |  |                                                      |  |
|                                                 |                                             | Scipione Simonetta, conte palatino           | Alessandro Simonetta, conte palatino                       |  |  |       |  |  |                                                  |  |  |                                                      |  |
|                                                 |                                             | Scipione Simonetta, conte palatino           | Alessandro Simonetta, conte palatino                       |  |  |       |  |  |                                                  |  |  |                                                      |  |
|                                                 |                                             | Scipione Simonetta, conte palatino           | Antonia Castiglioni                                        |  |  |       |  |  |                                                  |  |  |                                                      |  |
| Isabella Simonetta                              |                                             | Scipione Simonetta, conte palatino           |                                                            |  |  |       |  |  |                                                  |  |  |                                                      |  |
|                                                 |                                             | Margherita Brivio                            | Dionigi Brivio, patrizio milanese                          |  |  |       |  |  |                                                  |  |  |                                                      |  |
|                                                 |                                             | Margherita Brivio                            | Dionigi Brivio, patrizio milanese                          |  |  |       |  |  |                                                  |  |  |                                                      |  |
|                                                 |                                             | Margherita Brivio                            | Isabella della Pusterla                                    |  |  |       |  |  |                                                  |  |  |                                                      |  |
| Troilo IV de' Rossi, VI marchese di San Secondo |                                             | Margherita Brivio                            |                                                            |  |  |       |  |  |                                                  |  |  |                                                      |  |
|                                                 | Giulio Cesare Borromeo, VIII conte di Arona | Federico I Borromeo, VI conte di Arona       |                                                            |  |  |       |  |  |                                                  |  |  |                                                      |  |
|                                                 | Giulio Cesare Borromeo, VIII conte di Arona | Federico I Borromeo, VI conte di Arona       |                                                            |  |  |       |  |  |                                                  |  |  |                                                      |  |
|                                                 | Giulio Cesare Borromeo, VIII conte di Arona | Veronica Visconti di Somma                   |                                                            |  |  |       |  |  |                                                  |  |  |                                                      |  |
| Renato I Borromeo, IX conte di Arona            | Giulio Cesare Borromeo, VIII conte di Arona |                                              |                                                            |  |  |       |  |  |                                                  |  |  |                                                      |  |
|                                                 |                                             | Margherita Trivulzio                         | Renato Trivulzio, signore di Formigara                     |  |  |       |  |  |                                                  |  |  |                                                      |  |
|                                                 |                                             | Margherita Trivulzio                         | Renato Trivulzio, signore di Formigara                     |  |  |       |  |  |                                                  |  |  |                                                      |  |
|                                                 |                                             | Margherita Trivulzio                         | Isabella Borromeo                                          |  |  |       |  |  |                                                  |  |  |                                                      |  |
| Isabella Borromeo                               |                                             | Margherita Trivulzio                         |                                                            |  |  |       |  |  |                                                  |  |  |                                                      |  |
|                                                 |                                             | Ottavio Farnese, II duca di Parma e Piacenza | Pier Luigi Farnese, I duca di Parma e Piacenza             |  |  |       |  |  |                                                  |  |  |                                                      |  |
|                                                 |                                             | Ottavio Farnese, II duca di Parma e Piacenza | Pier Luigi Farnese, I duca di Parma e Piacenza             |  |  |       |  |  |                                                  |  |  |                                                      |  |
|                                                 |                                             | Ottavio Farnese, II duca di Parma e Piacenza | Gerolama Orsini di Pitigliano                              |  |  |       |  |  |                                                  |  |  |                                                      |  |
| Ersilia Farnese                                 |                                             | Ottavio Farnese, II duca di Parma e Piacenza |                                                            |  |  |       |  |  |                                                  |  |  |                                                      |  |
|                                                 |                                             | Margarethe von Österreich                    | Carlo V, imperatore del Sacro Romano Impero e re di Spagna |  |  |       |  |  |                                                  |  |  |                                                      |  |
|                                                 |                                             | Margarethe von Österreich                    | Carlo V, imperatore del Sacro Romano Impero e re di Spagna |  |  |       |  |  |                                                  |  |  |                                                      |  |
|                                                 |                                             | Margarethe von Österreich                    | Johanna van der Gheinst                                    |  |  |       |  |  |                                                  |  |  |                                                      |  |
|                                                 |                                             | Margarethe von Österreich                    |                                                            |  |  |       |  |  |                                                  |  |  |                                                      |  |